# Гарлан (округ, Небраска)
Шаблон:StateAbbr_ 40°10′ пн. ш. 99°24′ зх. д. / 40.17° пн. ш. 99.4° зх. д.
Округ Гарлан (англ. Harlan County) — округ (графство) у штаті Небраска, США. Ідентифікатор округу 31083.

## Історія
Округ утворений 1871 року.

## Демографія
За даними перепису
2000 року
загальне населення округу становило 3786 осіб, усе сільське.
Серед мешканців округу чоловіків було 1874, а жінок — 1912. В окрузі було 1597 домогосподарств, 1050 родин, які мешкали в 2327 будинках.
Середній розмір родини становив 2,93.
Віковий розподіл населення поданий у таблиці:
| Стать    | До 15 років | 15-21 | 22-29 | 30-39 | 40-49 | 50-65 | 65-85 | Понад 85 |
| -------- | ----------- | ----- | ----- | ----- | ----- | ----- | ----- | -------- |
| Чоловіки | 373         | 159   | 103   | 206   | 295   | 344   | 354   | 40       |
| Жінки    | 364         | 154   | 84    | 203   | 267   | 363   | 382   | 95       |

## Суміжні округи
- Фелпс — північ
- Карні — північний схід
- Франклін — схід
- Філліпс, Канзас — південь
- Нортон, Канзас — південний захід
- Фернас — захід

## Виноски
1. ↑  US Decennial Census. US Census Bureau. Архів оригіналу за 12 травня 2015. Процитовано 8 грудня 2014.
2. ↑  Historical Census Browser. University of Virginia Library. Архів оригіналу за 11 серпня 2012. Процитовано 8 грудня 2014.
3. ↑  Population of Counties by Decennial Census: 1900 to 1990. US Census Bureau. Архів оригіналу за 27 квітня 2015. Процитовано 8 грудня 2014.
4. ↑  Census 2000 PHC-T-4. Ranking Tables for Counties: 1990 and 2000 (PDF). US Census Bureau. Архів оригіналу (PDF) за 18 грудня 2014. Процитовано 8 грудня 2014.
5. ↑  State & County QuickFacts. US Census Bureau. Архів оригіналу за 7 червня 2011. Процитовано 20 вересня 2013.(англ.) Наведено за англійською вікіпедією.
6. ↑  American FactFinder. Бюро перепису населення США. Архів оригіналу за 21 травня 2008. Процитовано 31 січня 2008.